# Dendronephthya thomsoni
Dendronephthya thomsoni is een zachte koraalsoort uit de familie Nephtheidae. De koraalsoort komt uit het geslacht Dendronephthya. Dendronephthya thomsoni werd in 1908 voor het eerst wetenschappelijk beschreven door Harrison. 